# Арциз
Арциз (на украински: Арциз) е град в Одеска област, южна Украйна. Градът е разположен в историко–географската област Буджак (в южната част на Бесарабия).

## Население
Населението на града според преброяването през 2001 г. е 16 268 души.
Численост на населението според преброяванията през годините:
- 1989 – 20 240 души
- 2001 – 16 268 души

### Етнически състав
Численост и дял на етническите групи според преброяването на населението през 2001 г.:
| Етническа група | Численост | Дял (в %) |
| Общо            | 16 268    | 100.00    |
| Украинци        | 6495      | 39.92     |
| Руснаци         | 5258      | 32.32     |
| Българи         | 3075      | 18.90     |
| Молдовци        | 695       | 4.27      |
| Гагаузи         | 204       | 1.25      |
| Цигани          | 122       | 0.74      |
| Беларуси        | 115       | 0.70      |
| Арменци         | 67        | 0.41      |
| Азербайджанци   | 31        | 0.19      |
| Татари          | 28        | 0.17      |
| Поляци          | 22        | 0.13      |
| Германци        | 20        | 0.12      |
| Евреи           | 20        | 0.12      |
| Грузинци        | 15        | 0.09      |
| Чуваши          | 10        | 0.06      |
| Други           | 91        | 0.55      |

### Езици
Численост и дял на населението по роден език, според преброяването на населението през 2001 г.:
| Роден език | Численост | Дял (в %) |
| Общо       | 16 268    | 100.00    |
| Руски      | 10 820    | 66.51     |
| Украински  | 3672      | 22.57     |
| Български  | 1285      | 7.89      |
| Молдовски  | 240       | 1.47      |
| Цигански   | 76        | 0.46      |
| Гагаузки   | 67        | 0.41      |
| Арменски   | 42        | 0.25      |
| Беларуски  | 14        | 0.08      |
| Немски     | 3         | 0.01      |
| Гръцки     | 2         | 0.01      |
| Унгарски   | 2         | 0.01      |
| Еврейски   | 1         | 0.006     |
| Полски     | 1         | 0.006     |
| Румънски   | 1         | 0.006     |
| Други      | 42        | 0.25      |

## Култура
От 1996 година в града се издава българският вестник „Родолюбие“, създаден от управителния съвет на дружество „Христо Ботев“, Арциз. През 2010 година българската общност поставя паметник на Христо Ботев.
Грандиозен православен храм с елементи от различни периоди на християнството по българските земи се строи в украинския град Арциз, в който половината от населението са бесарабски българи. Комплексът е разположен върху повече от 1,5 дка, а дворът му ще е реплика на Голямата базилика в Плиска. В него ще има копия на Златната църква във Велики Преслав и на Епископската църква в Несебър, а в интериора ще бъдат вградени елементи от средновековния храм „Св. Димитър“ във Велико Търново и на базиликата „Сан Витале“ в италианския град Равена. 

## Личности

### Родени
Родени в Арциз са:
- Анатолий Доценко (1982 – 2015), украински войник, загинал във войната в източна Украйна
- Всеволод Бородин (р. 1963), украински политик, държавен служител и предприемач
- Игор Чумаченко (р. 1976), украински футболист
- Йосиф Перпер (1886 – 1966), руски издател, редактор и журналист, деец на вегетарианско движение
- Семьон Абрамович (р. 1929), съветски физикохимик
- Сергей Аксъненко (р. 1967), украински писател, редактор, журналист, учител, географ, поет, член на Съюза на журналистите на Украйна
- Сергей Басов (р. 1987), украински футболист